# Општина Ујвар
Општина Ујвар (рум. Uivar) је сеоска општина у округу Тимиш у западној Румунији. Општина је погранична ка Србији.

## Природни услови
Општина Ујвар се налази у источном, румунском Банату и гранична је са подручјем Србије. Општина је равничарског карактера.

## Становништво и насеља
Општина Ујвар имала је према последњем попису из 2002. године 4.187 становника, од чега Румуни чине 68%, а Мађари 28%.
Општина се састоји из 6 насеља:
- Јоханисфелд
- Мађарски Семартон
- Отелек
- Пустиниш
- Реући
- Ујвар — седиште општине